# إمارة بني منقذ
إمارة بنو منقذ هي إمارة عربية إسلامية قامت في الشام (474 هـ - 552هـ) في مدينة شيزر، وهي مدينة على بعد 15كم إلى الشمال الغربي من مدينة حماة، تقع على الهضبة قربها قلعة شيزر الحصينة التي كان لها أهميتها الحربية. وكان أخر امراءها محمد بن سلطان يقيم حفلة جمع فيها أفراد الأسرة الحاكمة ووجهاء الإمارة فانهارت عليهم جدران القلعة نتيجة للزلزال الكبير الذي ضرب الإمارة وقضى على جميع من فيها.
ورد أول ذكر لبني منقذ سنة 349هـ/960م عندما أسر البيزنطيون علي بن منقذ مع أبي فراس الحمداني إثر الهزيمة التي مني بها سيف الدولة أمام ليون فوكاس، ولكن أول بروز لبني منقذ قوة سياسية لها أهميتها كان عند استيلاء مؤسس الأسرة المرداسية صالح بن مرداس على حلب سنة 415- 416هـ إذ أقطع مقلّد بن نصر ابن منقذ منطقة شيزر لدعمه إياه، وكانت مدينة شيزر آنذاك في أيدي البيزنطيين وكذلك كفرطاب التي استولى عليها مقلد سنة 433هـ.

## التأسيس
يعد علي بن مقلد بن نصر هو المؤسس الحقيقي لإمارة بني منقذ، حيث استرد شيزر من الروم (البيزنطيين) عام 474هـ/1081م،
أشهر الامراء كان الأمير أسامه بن منقذ (488هـ/1095م - 584هـ/1188م) المُلَقَّبُ بـ«مؤيِّدِ الدولة» و«مجدِ الدين». أمير وفارس من بني منقذ، وشاعر أديب ومؤرخ مسلم. عاصر الحروب الصليبية منذ أيامها الأولى، وعُمِّرَ حتى بلغَ عمرُه ستّاً وَتِسْعين سنةً، عاصر فيها سقوطَ عدةِ إماراتٍ إسلاميةٍ وظهورَ غيرِها، وخاض حروباً كثيرةً ضد الصليبيين، وقاد بعضها بنفسه. كما كان أسامةُ شاعراً أديباً، اشتُهر شعرُه وشاعَ في حياته وبعد موته. قال مُعاصرُه ابن عساكر: «له يدٌ بيضاءُ في الأدبِ والكتابةِ والشعرِ». وذَكَرَ أبو شامة المقدسي أن صلاح الدين الأيوبي كان شديدَ الإعجابِ بشِعره، «وَهُوَ لشغفه بِهِ يُفَضِّلُه على جَمِيع الدوّاوين».
في عهد الأمير علي بن مقلد (حكم من 1059-1082)، وصل بنو منقذ ذروته الإقليمية حيث امتدت الإمارة من ميناء اللاذقية على البحر الأبيض المتوسط إلى أفاميا. أدى التوسع السلجوقي لسوريا عام 1085 والصراعات اللاحقة مع القادات المسلمين المحليين إلى تقليص إمارة المنقذ إلى شيزر وضواحيها. في عهد الأمير سلطان بن علي (حكم 1098-1154)، تناوب بنو منقذ بين محاربة الصليبيين الذين هبطوا في سوريا عام 1099 والإشادة بهم. خلال هذه الفترة، كان على الأسرة أيضًا أن تتعامل مع الوافدين الجدد الإسماعيليين الذين يتعدون على مناطقهم. من أجل حماية الإمارة بحزم، وضع السلطان في نهاية المطاف بني منقذ تحت سلطة الزنكي. بعد وفاة الأمير محمد بن سلطان (1154-1157) وعائلته في زلزال 1157، انتقلت الإمارة إلى الأمير الزنكي نور الدين، الذي منحها لعائلة بني الداية.
من خلال مزيج من الثروة والفطنة الدبلوماسية والمهارات العسكرية، نجا بنو منقذ كقوة محلية وقاوموا بنجاح محاولات الصليبيين والسلالات الإسلامية السورية القوية للاستيلاء على حصنهم الاستراتيجي في شيزر. اشتهر بنو منقذ من بين حلفائهم وأعدائهم على حد سواء بـ «الشجاعة والشرف والتقوى والبراعة» على حد تعبير المؤرخ عدنان حسين. تميزت أراضيهم الريفية، التي كانت مأهولة بشكل كبير من قبل المسيحيين الأرثوذكس، بحالتها المزدهرة والمحافظة عليها. منذ البداية، كانت الأسرة معروفة أيضًا بتوفير المأوى لمجموعة واسعة من الناس، بدءًا من اللاجئين المسلمين الفارين من الاعتداءات الصليبية أو الجنرالات المسلمين المنفيين والمسؤولين وغيرهم من الشخصيات المرموقة. استمر أشهر أفراد الأسرة، أسامة بن منقذ (1095-1188)، في مهنة بارعة في الأدب والدبلوماسية، حيث خدم بلاط الفاطميين والزنكيين والأرتقيين. خدم هو وعدد من أقاربه المنقذيين في نهاية المطاف السلاطين الأيوبيين كحكام أو إداريين أو مبعوثين في أواخر القرن الثاني عشر وأوائل القرن الثالث عشر.

### قلعة شيزر

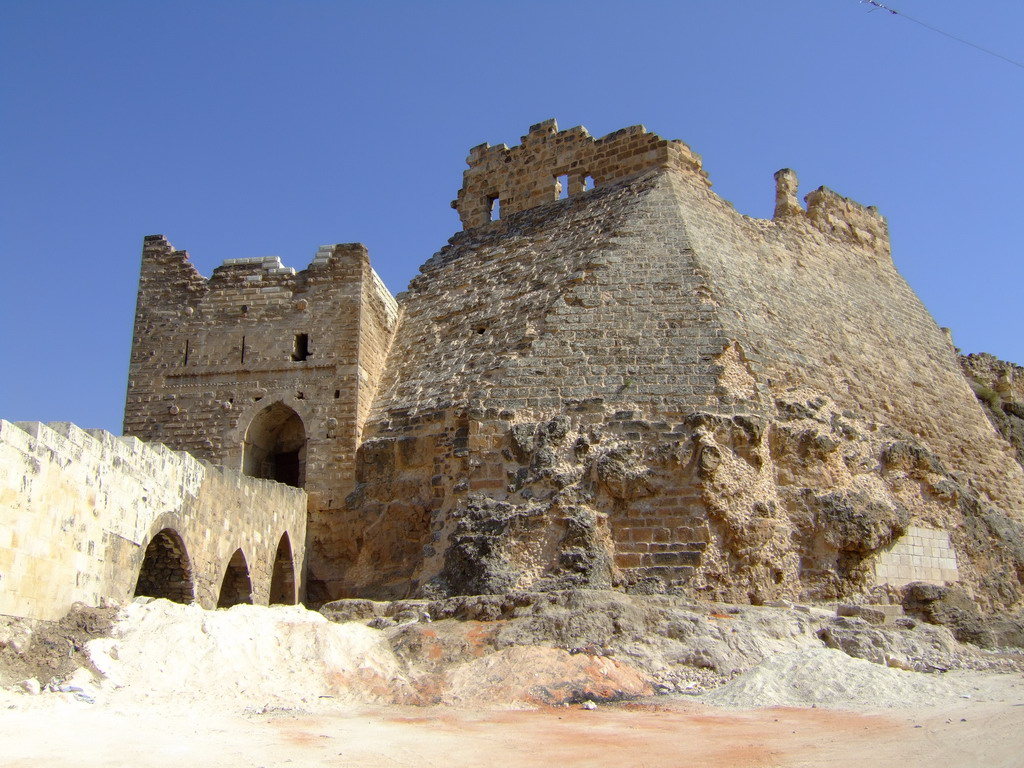
قلعة شيزر

قَالَ ابْن الْأَثِير: «وَهُوَ حصن قريب من حماة، بَينهمَا نَحْو نصف نَهَار، وَهُوَ من أمنع القلاع وأحصنها، على حجرٍ عَالٍ، لَهُ طَرِيق منقور فِي طرف الْجَبَل وَقد قُطع الطَّرِيق فِي وَسطه وَجُعل عَلَيْهِ جسر من خشب، فَإِذا قُطع ذَلِك الْخشب تعذَّر الصعُودُ إِلَيْهِ. وَكَانَ لآل منقذ الكنانيين يتوارثونه من أَيَّام صَالح بن مرداس».
ويقول ياقوت الحموي في معجم البلدان: «شَيْزَر: بتقديم الزاي على الراء وفتح أوله: قلعة تشتمل على كورة بالشام قرب المعرّة، بينها وبين حماة يوم، في وسطها نهر الأردن، عليه قنطرة في وسط المدينة، أوله من جبل لبنان، تعدّ في كورة حمص، وهي قديمة، ذكرها امرؤ القيس في قوله:
وينسب إلى شيزر جماعة، منهم الأمراء من بني منقذ وكانوا ملكوها».
وقبل أن يملك بنو منقذ شيزر، كانوا ملوكاً في أطراف حلب بالغرب من قلعة شيزر عند جسر بني منقذ المنسوب إليهم، «وكانوا يترددون إلى حلب وحماة وتلك النواحي، ولهم بها الآدار النفيسة والملاك المثمنة، وذلك كله قبل أن ملكوا قلعة شيزر، وكان ملوك الشام يكرمونهم ويبجلون أقدارهم، وشعراء عصرهم يقصدونهم ويمدحونهم، وكان فيهم جماعة أعيان رؤساء كرماء علماء».